# أدونيس حولي
الأدونيس الحولي  (باللاتينية: Adonis annua) نوع نباتي ينتمي إلى جنس الأدونيس أو عين الجمل من الفصيلة الحوذانية.

## الموئل والانتشار
موطنه المشرق العربي والمغرب العربي وأوروبا
النبات سام.